# Nasonovia dasyphylli
Nasonovia dasyphylli är en insektsart. Nasonovia dasyphylli ingår i släktet Nasonovia och familjen långrörsbladlöss. Inga underarter finns listade i Catalogue of Life.